# Lijst van afleveringen van Gavin & Stacey
Dit is een lijst van afleveringen van de Britse televisieserie Gavin & Stacey. De serie telt drie seizoenen.

## Overzicht
| Seizoen # | Aantal Afleveringen | Première         | Slot             |
| --------- | ------------------- | ---------------- | ---------------- |
| 1         | 6                   | 13 mei 2007      | 10 juni 2007     |
| 2         | 8                   | 16 maart 2008    | 24 december 2008 |
| 3         | 6                   | 26 november 2009 | 1 januari 2010   |

## Seizoen 1 (2007)
| Nr. | Aflevering | Titel     | Schrijver(s)               | Regisseur        | Uitzenddatum |  |
| --- | ---------- | --------- | -------------------------- | ---------------- | ------------ |  |
| 1 | 1          | Episode 1 | James Corden en Ruth Jones | Christine Gernon | 13 mei 2007  |  |
| Na maanden elkaar telefonisch gesproken te hebben besluiten Gavin en Stacey elkaar voor de eerste keer te ontmoeten op Leicester Square in Londen. Smithy gaat met Gavin mee en Nessa ondersteunt Stacey. Het paar eindigt in een hotelkamer op elkaar beter te leren kennen. |            |           |                            |                  |              |  |
| 2 | 2          | Episode 2 | James Corden en Ruth Jones | Christine Gernon | 13 mei 2007  |  |
| Een misverstand aan de telefoon zorgt ervoor dat Stacey een gebroken hart heeft. Gavin lost het op door naar Wales te rijden en het uit te praten met Stacey. Ze besluiten samen naar Engeland te gaan. |            |           |                            |                  |              |  |
| 3 | 3          | Episode 3 | James Corden en Ruth Jones | Christine Gernon | 20 mei 2007  |  |
| Gavin en Stacey zijn klaar om hun vrienden en familie te vertellen dat ze verloofd zijn. Pamela en Mick zijn dolblij, maar de familie van Stacey heeft zo zijn bedenkingen en Smithy weigert om met Gavin te praten. Als Pam en Mick de familie West uitnodigen om naar Engeland te komen om de verloving te vieren blijkt dat de families goed met elkaar op kunnen schieten. Voor Bryn is het de perfecte gelegenheid om autonavigatie uit te proberen. |            |           |                            |                  |              |  |
| 4 | 4          | Episode 4 | James Corden en Ruth Jones | Christine Gernon | 27 mei 2007  |  |
| De bruiloft is al over zes weken en de zenuwen beginnen te komen. Gavin heeft een belangrijke vraag aan Smithy, terwijl Nessa aan zichzelf begint te twijfelen. Gavin zijn familie en vrienden gaan naar Wales voor een bruiloftsbeurs. Daar raakt Smithy onder de indruk van Jammy (Matt Lucas) die vrijgezellenfeesten organiseert. Bryn wil graag een goochelaar op de bruiloft.                                                                       |            |           |                            |                  |              |  |
| 5 | 5          | Episode 5 | James Corden en Ruth Jones | Christine Gernon | 3 juni 2007  |  |
| Voor Gavin en Stacey is het hun vrijgezellenfeest. Stacey is blij als haar broer Jason uit Spanje is overgekomen, al heeft Bryn daar andere gedachte bij. Nessa en Stacey hebben allebei iets te verbergen. Stacey is bang dat als Gavin achter haar geheim komt hij niet meer wil trouwen. |            |           |                            |                  |              |  |
| 6 | 6          | Episode 6 | James Corden en Ruth Jones | Christine Gernon | 10 juni 2007 |  |
| De dag van de bruiloft is aangekomen voor Gavin en Stacey. Smithy probeert de beste speech ooit te houden, maar dat gaat niet helemaal volgens plan. Bryn gedraagt zich vreemd rond Jason en Nessa is haarzelf niet en twijfelt of ze het juiste moet doen. |            |           |                            |                  |              |  |

## Seizoen 2 (2008)
| Nr. | Aflevering | Titel                            | Schrijver(s)               | Regisseur        | Uitzenddatum     |  |
| --- | ---------- | -------------------------------- | -------------------------- | ---------------- | ---------------- |  |
| 7 | 1          | Episode 1                        | James Corden en Ruth Jones | Christine Gernon | 16 maart 2008    |  |
| Drie weken na de bruiloft keren Gavin en Stacey terug van hun huwelijksreis. Ze gaan bij Mick en Pam wonen tot ze een eigen woning hebben. Hierdoor reizen ook Gwen en Bryn naar Engeland en neemt Nessa de spullen van Stacey mee. De avond eindigt in een Italiaans restaurant waar ook Dawn en Pete zitten. Daar komt langzamerhand iedereen, behalve Smithy, erachter dat hij vader wordt.                                   |            |                                  |                            |                  |                  |  |
| 8 | 2          | Episode 2                        | James Corden en Ruth Jones | Christine Gernon | 16 maart 2008    |  |
| Smithy is na het horen van het babynieuws onvindbaar voor zijn vrienden. Gavin, Bryn en Mick weten hem met hulp van zijn zus Rudi op te sporen. Het dringt bij Stacey echt door dat haar leven nu in Engeland ligt als Gwen vertelt wat er met haar oude kamer gaat gebeuren. |            |                                  |                            |                  |                  |  |
| 9 | 3          | Episode 3                        | James Corden en Ruth Jones | Christine Gernon | 23 maart 2008    |  |
| Stacey heeft het moeilijk met het vinden van een nieuwe baan. Smithy heeft steun nodig van Gavin want zijn vriendin heeft het uitgemaakt. Gavin, Stacey en Smithy reizen naar Wales zodat Smithy bij een scan kan zijn van de ongeboren baby. |            |                                  |                            |                  |                  |  |
| 10 | 4          | Episode 4                        | James Corden en Ruth Jones | Christine Gernon | 30 maart 2008    |  |
| Mick wordt een lokale bekendheid als hij op het nieuws komt. Gavin en Stacey gaan op zoek naar een woning en Stacey laat op de bowlingbaan zien wat ze kan. Op de bowlingbaan krijgen Gavin en Stacey ruzie. |            |                                  |                            |                  |                  |  |
| 11 | 5          | Episode 5                        | James Corden en Ruth Jones | Christine Gernon | 6 april 2008     |  |
| Stacey en Gavin hebben nogsteeds ruzie over waar ze gaan wonen, als Gavin weigert om in Wales te wonen. Bryn heeft het druk met een feest voor Gwen te organiseren. De spanning wordt het bijna te veel als hij zich zorgen maakt of er wel genoeg mensen komen. De ontmoeting tussen Smithy en Nessa is ongemakkelijk als ze zich verzoent lijkt te hebben met Dave de buschauffeur.                                            |            |                                  |                            |                  |                  |  |
| 12 | 6          | Episode 6                        | James Corden en Ruth Jones | Christine Gernon | 13 april 2008    |  |
| Gavin en Stacey hebben nog ruzie en wonen nu apart van elkaar. Pam maakt zich zorgen om een telefoonmast die in de buurt wordt geplaatst en organiseert een demonstratie. Mick krijgt de opdracht van Pam om erachter te komen hoe het met Stacey gaat en belt daarom met Gwen. Smithy zijn advies voor de problemen van Gavin is een avond uit met zijn vrienden naar een schuimfeest. Stacey gaat op haar beurt naar de bingo. |            |                                  |                            |                  |                  |  |
| 13 | 7          | Episode 7                        | James Corden en Ruth Jones | Christine Gernon | 20 april 2008    |  |
| Stacey reist naar Engeland om Gavin te zien en alles lijkt goed te gaan tot Pamela en Mick een deel van de financiering voor een huis op zich willen nemen. In Wales is de bevalling van Nessa begonnen met Bryn en Gwen aan haar zijde. Gavin zoekt Smithy en samen rijden ze naar Wales om op tijd te zijn voor de bevalling, maar ze hebben buiten de tolbrug gerekend.                                                       |            |                                  |                            |                  |                  |  |
| 14 | 8          | Gavin & Stacey Christmas Special | James Corden en Ruth Jones | Christine Gernon | 24 december 2008 |  |
| Kerstavond wordt in Engeland gevierd waar Mick zijn beroemde kalkoen bereid. Smithy verheugt zich op zijn eerste kerst als vader, maar hij heeft buiten Dave gerekend die nu met Nessa en baby Neil een gezin vormt. Bryn en Jason praten over hun visuitje en Gavin en Stacey hebben bijzonder nieuws voor Pam en Smithy. |            |                                  |                            |                  |                  |  |

## Seizoen 3 (2009)
| Nr. | Aflevering | Titel     | Schrijver(s)               | Regisseur        | Uitzenddatum     |  |
| --- | ---------- | --------- | -------------------------- | ---------------- | ---------------- |  |
| 15 | 1          | Episode 1 | James Corden en Ruth Jones | Christine Gernon | 26 november 2009 |  |
| Gavin begint aan zijn eerste werkdag in Wales en Stacey is dolblij om terug te zijn in Barry. Smithy heeft zich aangepast aan een leven zonder Gavin in de buurt en Nessa woont nu bij Dave in een caravan. Voor de doop van Neil reizen Smithy, Pam en Mick naar Wales.                                                            |            |           |                            |                  |                  |  |
| 16 | 2          | Episode 2 | James Corden en Ruth Jones | Christine Gernon | 3 december 2009  |  |
| Stacey zoekt werk terwijl ze Gavin aan zijn belofte houd. Dave is niet blij als Nessa naar Engeland gaat om Neil aan Smithy te laten zien. Dawn en Pete zijn op bezoek bij Pam en Mick die een avond vol met bier en curry hebben gepland.                                                                                          |            |           |                            |                  |                  |  |
| 17 | 3          | Episode 3 | James Corden en Ruth Jones | Christine Gernon | 10 december 2009 |  |
| Pam en Mick bespreken de plannen voor de serre. Bryn is helemaal in zijn element als de vrienden van Gavin naar Wales komen voor een avond stappen en bij hem blijven slapen. Stacey doet een ontdekking en weet niet of ze het Gavin zal vertellen.                                                                                |            |           |                            |                  |                  |  |
| 18 | 4          | Episode 4 | James Corden en Ruth Jones | Christine Gernon | 17 december 2009 |  |
| Gavin vindt het ongemakkelijk als Gwen en Bryn alles lijken te weten over het seksleven van hem en Stacey. In Essex gaan Pete en Dawn hun trouwgeloftes opnieuw uitspreken en iedereen viert het met hen mee, maar hoe zal Dave reageren als hij erachter komt wat er tussen Nessa en Smithy is gebeurd tijdens haar vorige bezoek. |            |           |                            |                  |                  |  |
| 19 | 5          | Episode 5 | James Corden en Ruth Jones | Christine Gernon | 25 december 2009 |  |
| Het is een Bank holiday en iedereen vertrekt naar Wales voor een dag zonnen op het strand. Gavin heeft een goed gesprek met Mick, en Dave ziet dat Nessa en Smithy samen plezier hebben op de kermis. |            |           |                            |                  |                  |  |
| 20 | 6          | Episode 6 | James Corden en Ruth Jones | Christine Gernon | 1 januari 2010   |  |
| De bruiloft van Nessa en Dave komt steeds dichterbij. Stacey vertelt goed nieuws aan Gavin en Jason en Bryn laten hun grote geheim nu rusten. Smithy zorgt voor baby Neil tijdens de bruiloft waar een paar speciale gasten zijn.                                                                                                   |            |           |                            |                  |                  |  |